# Cellule galvanique

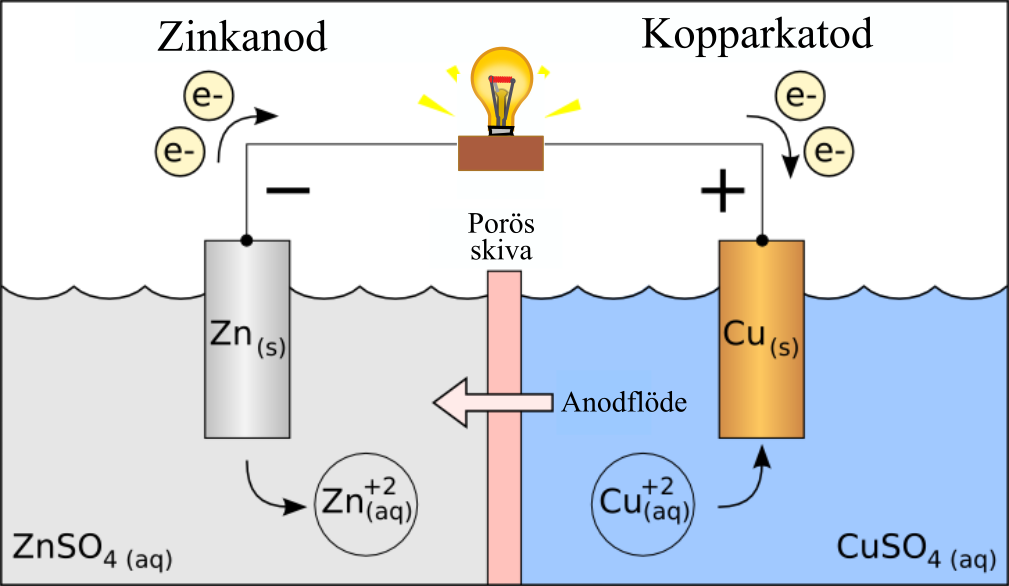
Schéma détaillant le fonctionnement d'une cellule galvanique.

Une cellule galvanique, nommée d'après Luigi Galvani,  ou cellule voltaïque, nommé d'après Alessandro Volta, est un dispositif convertissant spontanément une substance chimique en énergie électrique.